# Li Hang
Li Hang (chiń. 李行; ur. 4 października 1990 w Jinzhou) – były chiński snookerzysta. Plasuje się na 80. miejscu pod względem zdobytych setek w profesjonalnych turniejach, ma ich łącznie 111. Od 6 czerwca 2023 roku skazany na dożywotni zakaz gry w profesjonalnych turniejach pod egidą World Professional Billiards and Snooker Association w związku ze śledztwem dotyczącym ustawiania meczów.

## Kariera
Li Hang jest chińskim profesjonalnym snookrzystą, który swój debiut w Main Tourze zanotował w sezonie 2008/2009. Do udziału w kwalifikacjach turniejów rankingowych jest uprawniony dzięki zwycięstwie w ACBS Asian Under-21 Championship.

### Sezon 2008/2009
Brał udział w turnieju Jiangsu Classic w 2008 roku. W ciągu tego turnieju zdołał wygrać tylko jedno spotkanie; jednak jest to ważna wygrana – pokonał bowiem 2-0 Allistera Cartera, który wówczas był Wicemistrzem świata 2008. W sezonie 2008/2009 brał udział również w kwalifikacjach do turniejów rankingowych. W kwalifikacjach do Northern Ireland Trophy doszedł do ostatniej, 3. rundy przegrywając w niej 2-5 z Andrew Higginsonem. W kwalifikacjach do Shanghai Masters przegrał w 2. rundzie 2-5 z Jimmym White'em. W kwalifikacjach do Grand Prix przegrał w 3. rundzie z Marcusem Campbellem 3-5. Najgorszy występ tego sezonu to kwalifikacje do Masters, gdzie przegrał w pierwszej rundzie 3-4 z Martinem Gouldem. W kwalifikacjach do UK Championship przegrał w 2. rundzie z Joem Delaneyem 7-9. Kwalifikacje do Welsh Open zakończył w 3. rundzie przegrywając z Liangiem Wenbo 1-5. Grając w kwalifikacjach do China Open przegrał w 2. rundzie 1-5 z Martinem Gouldem.
Kwalifikując się do najważniejszej imprezy w snookerowym sezonie – Mistrzostw świata – nie odniósł spektakularnego zwycięstwa w 2 rundzie przegrywając w Walijczykiem Danielem Wellsem 9-10.
Dzięki dość udanym występom w kwalifikacjach tego sezonu, Li Hang został sklasyfikowany na 69. miejscu w tabeli rankingowej na sezon 2009/2010.

### Sezon 2009/2010
Także w sezonie 2009/2010 brał udział w kwalifikacjach do Grand Prix przegrywając w 3. rundzie z Markiem Davisem 3-5.
Nie brał jednak udziału w kwalifikacjach do Masters.
Do udanych może zaliczyć występ w kwalifikacjach do Welsh Open, gdzie nieomal dostał się do fazy zasadniczej turnieju – przegrał w 4. rundzie kwalifikacji z Fergalem O’Brienem 4-5. Kwalifikacje do turnieju China Open zakończył już w pierwszej rundzie przegrywając z Davidem Grayem 0-5.
W kwalifikacjach do Mistrzostw świata 2010 przegrał już w pierwszej rundzie ulegając reprezentantowi Irlandii – Davidowi Hoganowi 9-10.
Po zakończeniu wszystkich rozgrywek tego sezonu ogłoszono światowy ranking snookerzystów na sezon 2010/2011, w którym z powodu słabych wyników Li Hang sklasyfikowany został na 81 pozycji (spadek o 12 pozycji w stosunku do poprzedniego rankingu).

### Sezon 2010/2011
W siódmym turnieju rankingowym sezonu 2010/2011 China Open w rundzie „dzikich kart” pokonał Kena Doherty'ego 5-1, przegrywając jednak w drugiej rundzie (pomimo prowadzenia 4-1) z Shaunem Murphym ostatecznie 4-5.

### Sezon 2022/2023
9 grudnia 2022 został zawieszony przez World Professional Billiards and Snooker Association w związku z podejrzeniami o manipulowanie wynikami meczów na potrzeby zakładów bukmacherskich. 6 czerwca 2023 Li wraz ze swoim rodakiem Liangiem Wenbo został ukarany dożywotnim zakazem gry w turniejach pod egidą WPBSA. Oprócz tego, w efekcie postępowania ośmiu innych zawodników z Chin zostało ukaranych zawieszeniem na okres od 20 miesięcy do 5 lat. Li został uznany winnym następujących czynów:
- ustawienie pięciu meczów pomiędzy 24 lipca a 29 września 2022
- zachęcanie i nakłanianie innych graczy do ustawiania siedmiu meczów pomiędzy 24 lipca a 13 grudnia 2022
- obstawianie meczów w okresie od 1 sierpnia 2019 do 31 grudnia 2022
- próba zatajenia dowodów w śledztwie poprzez usuwanie wiadomości z telefonu w momencie otrzymania informacji o wszczęciu postępowania i żądanie, aby inni podejrzani zawodnicy również usuwali te wiadomości

Zawodnik ma czas do 20 czerwca 2023, aby złożyć odwołanie od wyroku.